# Nikolai Alexandrowitsch Gontscharow

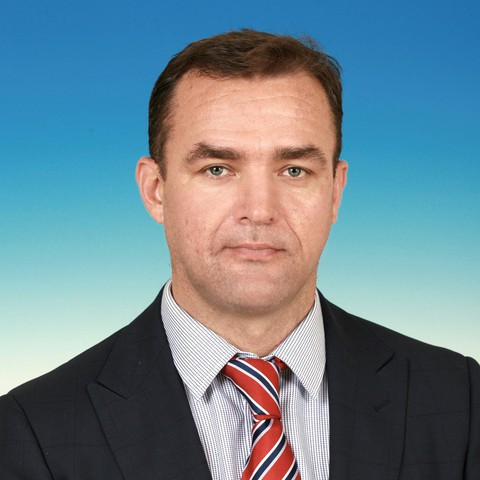
Nikolai Alexandrowitsch Gontscharow

Nikolai Alexandrowitsch Gontscharow (russisch Николай Александрович Гончаров; * 13. Januar 1984 im Dorf Werchnemakeewka, Kascharski Rajon, Oblast Rostow, RSFSR, UdSSR) ist ein russischer Politiker und Duma-Abgeordneter seit 2021.

## Leben
Gontscharow studierte Rechtswissenschaften an der Staatlichen Universität Rostow und absolvierte diese im Jahr 2006. 
Von 2006 bis 2010 arbeitete er als leitender Jurist einer landwirtschaftlichen Produktionsgenossenschaft im Kascharski Rajon. Von 2010 bis 2021 war er als Unternehmer tätig, unter anderem als Vorstandsvorsitzender der Firmen Industrialnoe und Swetlij, die auf den Anbau von Kulturpflanzen spezialisiert sind.
Bei der Parlamentswahl in Russland 2021 zog er als Kandidat von Einiges Russland in die Duma.

## Sonstiges
Aufgrund des russischen Angriffskrieges gegen die Ukraine ist Gontscharow unter anderem von der EU, den USA und Großbritannien sanktioniert.